# Юрченко, Валерий Иванович
Валерий Иванович Ю́рченко (10 октября 1943 года — 19 февраля 2024 года) — советский, украинский и российский актёр театра и кино. Заслуженный артист Украинской ССР (1987); Народный артист Украины (2004).

## Биография
Родился в Приморском крае. В двухмесячном возрасте потерял отца — Иван Юрченко погиб на фронте в своём первом бою. Вместе с семьей переехал в Казахстан, на целину. Жил в Торжке Калининской области. Служил четыре года на Тихоокеанском флоте матросом на острове Русский.
В 1972 г окончил Государственный театральный институт им. А. В. Луначарского (Москва) (ныне Российский университет театрального искусства — ГИТИС). Учился на курсе профессора Иосифа Раевского и народной артистки СССР Ангелины Степановой.
Работал в театрах Калинина (Твери), Астрахани, Днепродзержинска.
С 1974 года — актёр Петрозаводского русского театра, с 1989 — Севастопольского академического русского драматического театра имени А. В. Луначарского.
В настоящее время — один из ведущих артистов Крымского академического русского драматического театра им. М. Горького.

## Театр
В. И. Юрченко занят во многих спектаклях, поставленных на сцене Крымского русского драмтеатра, в том числе:
- «Собака на сене» и «Учитель танцев» Лопе де Вега
- «Поздняя любовь» А. Н. Островского
- «Власть женщины» К. Гольдони
- «Горе от ума» А. Грибоедова
- «Дети Ванюшина» С. Найденова
- «Поминальная молитва» Г. Горина (по мотивам произведений Шолом-Алейхема)
- «Ревизор» Н. Гоголя
- «Дядя Ваня» А. Чехова
- «№ 13» Рэя Куни
- «Примадонны» Кена Людвига
- «Дилижанс» Л. Филатова (по новелле Ги де Мопассана «Пышка») и других.

## Фильмография
- 1970 — Олеся — эпизод
- 1978 — Цветение несеянной ржи — начальник караула в колонии
- 1981 — Люди на болоте
- 1982 — Женские радости и печали — комбат Задеря
- 1983 — Возвращение с орбиты — космонавт Романов
- 1984 — Действуй по обстановке! — майор Александр Горелов
- 1985 — Битва за Москву — Н. К. Попель
- 1985 — Рассказ барабанщика — Степан Голобородько
- 1986 — И никто на свете — Юрген Риттель
- 1986 — Секретный фарватер — Назаров
- 1988 — Проводим эксперимент (фильм-спектакль) — Журавлёв
- 1993 — Трагедия века — Н. К. Попель (хроника)
- 2000 — Два товарища — эпизод
- 2001 — Блюстители порока — врач
- 2001—2004 — Чёрный ворон — дежурный милиционер
- 2005 — Целуют всегда не тех